# Daphnis é Chloé
Pour les articles homonymes, voir Daphnis et Chloé.
Daphnis é Chloé est un ballet de danse contemporaine du chorégraphe français Jean-Claude Gallotta, créé en 1982 lors du Festival d'Avignon. Écrit pour trois danseurs (Mathilde Altaraz, Pascal Gravat et Gallotta lui-même) sur une musique originale d'Henry Torgue jouée en direct, il est considéré comme l'une des pièces importantes et fondatrices du chorégraphe.
Jean-Claude Gallotta a rechorégraphié Daphnis é Chloé en 2011 pour trois jeunes danseurs dans une nouvelle version précédée par un solo intitulé Faut qu'je danse qu'il interprète en prélude à la pièce.

## Historique
Après le succès d'Ulysse l'année précédente qui marque un tournant dans la carrière de Gallotta et affirme sa place au sein de la Nouvelle danse française, Daphnis é Chloé constitue une pièce de transition au sein de la compagnie qu'il a fondée en 1979. En effet, des tensions sont apparues au sein du groupe Émile Dubois et plusieurs membres décident de quitter la compagnie,. Jean-Claude Gallotta, qui accuse le coup, décide d'écrire une œuvre pour les interprètes qui restent c'est-à-dire, lui, sa compagne et collaboratrice Mathilde Altaraz, et Pascal Gravat. Il s'attache à composer une chorégraphie qui serait tout à la fois en phase avec la place grandissante de la danse post-moderne de Merce Cunningham ou Steve Paxton dont il est l'un des héritiers et tisserait un lien avec le passé, en particulier celui des Ballets russes et de Nijinski. Il pense alors a un trio inspiré du thème du Daphnis et Chloé de Michel Fokine datant de 1912, et réduit, par la force des choses, aux deux rôles titres et au dieu Pan. Le titre de l'œuvre utilisant un « é » en lieu de « et » constitue selon Gallotta « un pied de nez respectueux » au titre original du Ballet de Ravel et Fokine tout en n'excluant pas en plus la possibilité que le chorégraphe, d'ascendance italienne, joue avec la grammaire et la typographie en attribuant le sens italien de « est » au mot.
Après une représentation préliminaire en avril 1982 à la Maison de la culture de Grenoble, Daphnis é Chloé est profondément retravaillé et présenté sous sa forme définitive le 4 août 1982 au cloître des Célestins lors du Festival d'Avignon suivie d'une tournée en France. Jouée régulièrement jusqu'en 1986, la pièce devient petit à petit l'une des plus importantes et emblématiques du travail de Gallotta et de la Nouvelle danse française. Elle concentre de nombreux éléments du « style gallottien » fait de rigueur presque classique incarnée par les lignes dansées et la technique de Mathilde Altaraz, notamment dans les mouvements d'ensemble même s'ils sont réduits ici à de simples duos ou trios, combinée aux échappées virevoltantes, décalées, et inachevées de Gallotta.
Jean-Claude Gallotta décide en 2010 de recréer la pièce dans une version légèrement différente, avec trois nouveaux danseurs afin de « faire vivre » l'œuvre, comme il s'y attache régulièrement depuis de nombreuses années avec des versions différentes des pièces importantes de son répertoire. En l'absence de notes choréologiques, Gallotta et ses danseurs ont beaucoup travaillé à partir des captations vidéos des répétitions de 1982 et d'une représentation sur scène au Théâtre de la Ville. Il y adjoint en prélude un solo d'une quinzaine de minutes intitulé Faut qu'je danse dans lequel, seul sur scène avec ses notes épinglées à un pupitre pour partitions, il s'agite et tournicote, évoquant, micro à la main, ses souvenirs de la pièce, le contexte de la création trente ans auparavant, les émotions et les petits drames d'alors,. La première de la pièce est donnée le 12 avril 2011 à la MC2 de Grenoble suivie d'une tournée en France, au Maroc, et en Chine.
Son spectacle Racheter la mort des gestes (2012), qui incorpore en partie un florilège de certains mouvements d'œuvres du répertoire de Gallotta sous forme de « chroniques chorégraphiques », intègre un pas de deux de Daphnis é Chloé.

## Accueil critique
À la création, les critiques de la presse sont enthousiastes, jugeant Daphnis é Chloé comme une « sorte de petit chef-d’œuvre » (Libération) « où tout est de la plus exquise finesse, de la poésie la plus déliée, la plus subtile » (Raphaël de Gubernatis, Le Nouvel Observateur) reflétant « l’essence des rapports amoureux » (Marcelle Michel, Le Monde). Tous notent la vivacité et le brio de la danseuse, Mathild Altaraz, et le joyeux décalage de la danse de Gallotta qui « rayonne par de force retenue ». À sa reprise au Théâtre de la Ville en 1984 puis en 1986, le public parisien qui voit l'œuvre pour la première fois lui fait un accueil « avec force rappels ».
Lors de sa recréation en 2011, c'est encore l'« insolente fraicheur » de la pièce qui est mise en avant. Rosita Boisseau, pour Le Monde, souligne que « la liberté joyeuse avec laquelle Gallotta a écrit ce scénario de l'irrésistible attraction des corps donne une claque » et décerne une « mention spéciale » aux nouveaux interprètes. Un jugement similaire est porté par Le Figaro qui souligne la « légèreté décomplexée des années 1980, ouvertes à tous pourvu qu'on ait de l'audace». Marie-Christine Vernay pour Libération quant à elle réaffirme la qualité de la pièce de 1982 et de sa recréation tout en jugeant « anecdotique et sans grand enjeu artistique » le solo Faut qu'je danse présenté en prologue. L'accueil du public pour cette ancienne pièce fut également très positif.

## Les différentes versions et leurs fiches techniques

### Première versionDaphnis é Chloé(1982)
- Chorégraphie : Jean-Claude Gallotta
- Danseurs : Mathilde Altaraz, Jean-Claude Gallotta, et Pascal Gravat
- Musique : Henry Torgue (en direct) et Maurice Ravel
- Scénographie et costumes : Jean-Yves Langlais
- Première de la création : 4 août 1982 au cloître des Célestins lors du Festival d'Avignon
- Production : Groupe Émile Dubois et Maison de la culture de Grenoble
- Durée : environ 55 minutes
- Représentations : ?

Lors de la création et dans les mois qui suivirent, Daphnis é Chloé est mis en musique sur scène par le compositeur Henry Torgue qui joue la partition originale au piano sur le côté gauche de la scène, coupé lors d'un mouvement du trio par un extrait musical du Daphnis et Chloé de Ravel. Uniquement le soir de la première à Avignon, Gallotta fait également intervenir un chœur de femmes du troisième âge qui ne sera pas repris pour la suite de la tournée.

### Deuxième versionDaphnis é Chloé(2011)
- Chorégraphie : Jean-Claude Gallotta
- Assistante chorégraphique : Mathilde Altaraz
- Danseurs : Francesca Ziviani, Nicolas Diguet, et Sébastien Ledig
- Dramaturgie : Claude-Henri Buffard
- Musique : Henry Torgue (bande sonore revisitée) et Maurice Ravel
- Lumières : Dominique Zape
- Costumes : Jacques Schiotto et Marion Mercier d'après ceux de Jean-Yves Langlais
- Production : Centre chorégraphique national de Grenoble, MC2 de Grenoble, Théâtre de la Ville.
- Première de la quatrième version : 12 avril 2011 à la MC2 de Grenoble[5]
- Durée : environ 80 minutes (incluant les 20 minutes de Faut qu'je danse)
- Représentations : plus d'une trentaine de prévues

Cette version recréée reste très fidèle à l'originale : même musique, bien qu'elle ne soit plus jouée en direct par Henry Torgue, scénographie toujours épurée surtout d'un point de vue de la lumière (l'éclairage final au ras du sol, illuminant volontairement et intensément les parties blanches des costumes, ayant disparu), costume de Chloé identique (robe bleu-nuit à croissant de lune) mais costumes de ville pour Daphnis et Pan (entrainant encore plus de confusion sur la l'identité de chacun). Les grands mouvements chorégraphiques sont les mêmes et ne diffèrent que dans une écriture technique plus complexe du rôle de Pan, qui n'est plus tenu par Gallotta. De subtils changements en trente ans sont toutefois apparus dans les clins d'œils sexuels notablement dans l'ultime mouvement du trio qui désormais assume, à trois, l'extase.